# Килимов хамелеон
Килимов хамелеон (Furcifer lateralis) е вид влечуго от семейство Хамелеонови (Chamaeleonidae).

## Разпространение
Видът е разпространен главно в централната част на Мадагаскар, с изключение на северната част.